# Мария Кристина Фелицитас фон Лайнинген-Дагсбург-Фалкенбург-Хайдесхайм
Вижте пояснителната страница за други личности с името Мария Кристина.
Мария Кристина Фелицитас фон Лайнинген-Дагсбург-Фалкенбург-Хайдесхайм (на немски: Marie Christine Felizitas zu Leiningen-Dagsburg-Falkenburg-Heidesheim; * 29 декември 1692, дворец Бройч, Мюлхайм ан дер Рур; † 3 юни 1734, Айзенах) е графиня от Лайнинген-Дагсбург и чрез женитби (титулар-)маркграфиня на Баден-Дурлах и херцогиня на Саксония-Айзенах (1727 – 1729).

## Биография
Тя е дъщеря на граф Йохан Карл Август фон Лайнинген-Дагсбург (1662 – 1698) и съпругата му графиня Йохана Магдалена фон Ханау-Лихтенберг (1660 – 1715), дъщеря на граф Йохан Райнхард II (1628 – 1666) от Графство Ханау-Лихтенберг и пфалцграфиня Анна Магдалена фон Пфалц-Цвайбрюкен-Биркенфелд (1640 – 1693).
Мария Кристина Фелицитас фон Лайнинген-Дагсбург-Фалкенбург-Хайдесхайм умира на 41 години на 3 юни 1734 г. в Айзенах и е погребана там в църквата „Св. Георг“.

## Фамилия
Първи брак: на 4 декември 1711 г. в Хайдесхайм с маркграф Кристоф фон Баден-Дурлах (* 9 октомври 1684, замък Карлсбург, Дурлах; † 2 май 1723, Карлсруе), малкият син на маркграф Фридрих VII фон Дурлах (1647 – 1709) и принцеса Августа Мария фон Шлезвиг-Холщайн-Готорп (1649 – 1728). Те имат трима сина:
- Карл Август (1712 – 1786), женен (морганатичен брак) за Юлиана Шмид (1753 – 1815)
- Карл Вилхелм Ойген (1713 – 1783), военен
- Кристоф (1717 – 1789), от 1770 императорски генерал-фелдмаршал, женен I. за фон Уекскюл, II. на 28 септември 1779 г. в Карлсруе (морганатичен брак) за Катарина Хьолишер, Фрау фон Фрайдорф (1745 – 1811)

Втори брак: на 29 май 1727 г. в дворец Филипсруе в Ханау с херцог Йохан Вилхелм фон Саксония-Айзенах (* 17 октомври 1666, Фридевалд; † 14 януари 1729, Айзенах) от ернестинските Ветини, третият син на херцог Йохан Георг I фон Саксония-Айзенах (1634 – 1686) и графиня Йоханета фон Сайн-Витгенщайн (1626 – 1701). Тя е четвъртата му съпруга; той има 12 деца. Бракът е бездетен.